# Яр Березнегуватий
Яр Березнегуватий — балка (річка) в Україні у Криничанському й Солонянському районах Дніпропетровської області. Ліва притока річки Грушівки (басейн Дніпра).

## Опис
Довжина балки приблизно 7,85 км, найкоротша відстань між витоком і гирлом — 7,21 км, коефіцієнт звивистості річки — 1,09. Формується декількома струмками та загатами. На деяких ділянках балка пересихає.

## Розташування
Бере початок у селі Маломихайлівка. Тече переважно на південний схід і на північно-східній околиці села Березнуватівка впадає в річку Грушівку, праву притоку річки Мокрої Сури.
Населені пункти вздлвж берегової смуги: Володимирівка.

## Цікаві факти
- Поруч з витоком балки пролягає автошлях Т 0420[3] (автомобільний шлях територіального значення у Дніпропетровській області. Пролягає територією Криничанського, Солонянського та Томаківського районів через Одарівку — Новопокровку — Томаківку — Вищетарасівку. Загальна довжина — 108,6 км).
- У XX столітті на балці існували колгоспний двір, молочно-тваринні ферми (МТФ), газгольдери та газові свердловини[2], а у XIX столітті — вітряний млин[1].